# Tití de cap vermell
El tití de cap vermell (Cheracebus regulus) és una espècie de primat, endèmic del Brasil, de la família dels pitècids.
Habita l'estat brasiler d'Amazones, entre l'alt Solimões, el baix Javari i la ribera occidental del Juruá des de la desembocadura del Solimões fins als 7° sud. L'espècie és simpàtrica amb el tití vermellós a l'interfluvial Juruá-Solimões. A la Llista Vermella de la UICN se la considera una espècie sota preocupació menor, per la seva àmplia distribució i per la falta de proves de declivi poblacional.